# Ангелеску, Александру
Алекса́ндру Ангеле́ску (рум. Alexandru Anghelescu; 1836, Бухарест — 1911, там же) — румынский государственный и военный деятель. Бригадный генерал. Военный министр Румынии (27 февраля 1886 — 5 ноября 1887).

## Биография
В 1854—1856 годах обучался в Бухарестской офицерской школе. В 1876 - 1877 годах — командир Артиллерийского резерва и Большого артиллерийского парка. С 1877 года — командир артиллерийских полков, командир 2-й и 4-й стрелковых дивизий. В том же году назначен командующим артиллерией Оперативной армии Румынии. В 1877—1878 годах — командир Резервной дивизии.
Участник Войны за независимость Румынии и русско-турецкой войны 1877—1878 годов, сражался в битве при Плевене.
С 27 февраля 1886 по 5 ноября 1887 года занимал пост военного министра.
Затем с 1887 по февраль 1888 года командовал 3-м армейским корпусом. Ушел в отставку после предъявленного ему обвинения во взяточничестве, нарушениях и превышении министерских полномочий.
На посту министра его сменил Йон Брэтиану.

## Воинские звания
- 1856 — подпоручик,
- 1860 — капитан,
- 1865 — майор,
- 1871 — полковник,
- 1881 — бригадный генерал